# Domoni
Domoni is een stad in de Comoren, gelegen aan de oostkust van het autonome eiland Anjouan. Met 16.276 inwoners (2012) is het de derde stad van het land en de tweede stad van Anjouan na Mutsamudu. De stad staat onder andere bekend om haar houtsnijwerk.
De oude medina van Domoni stamt uit de 12e eeuw. De medina heeft een eind-13e-eeuws paleis en drie 14e-eeuwse paleizen. Domoni was een belangrijk handelscentrum in de 15e eeuw, toen het handelde met Afrika en Azië. Via Domoni bereikte de islam het eiland. In de oude medina bevinden zich een aantal moskeeën met hoge minaretten, alsook de graftombe van de eerste sultan van het eiland en het mausoleum van de voormalige Comorese president Ahmed Abdallah.